# Ramón Castro (beisebolista)
Ramón Abraham Castro (nascido em 1º de março de 1976) é um ex-jogador profissional de beisebol que atuou como catcher na Major League Baseball (MLB) pelo Florida Marlins, New York Mets e Chicago White Sox.